# Michael Joseph François Scheidweiler
Prof. Michael Joseph François Scheidweiler (1 de agosto de 1799 - 24 de septiembre de 1861), fue un botánico, profesor y taxónomo belga de origen alemán, cuya área principal de investigación fueron las Cactaceae.
En 1838, a partir de una colección de Henri Galeotti, describe a Ariocarpus retusus, especie tipo del género, en Bruselas.

## Honores

### Eponimia
Género
- (Begoniaceae) Scheidweileria Klotzsch[3]

Especies
- (Acanthaceae) Justicia scheidweileri V.A.W.Graham[4]

- (Cactaceae) Cactus scheidweilerianus (Otto) Kuntze[5]

- (Cactaceae) Chilita scheidweileriana Orcutt[6]

- (Cactaceae) Ebnerella scheidweileriana (Otto) Buxb.[7]

- (Cactaceae) Neomammillaria scheidweileriana Britton & Rose[8]

- La abreviatura «Scheidw.» se emplea para indicar a Michael Joseph François Scheidweiler como autoridad en la descripción y clasificación científica de los vegetales.[9]